# 전 견훤묘
전 견훤묘(傳 甄萱墓), 또는 견훤왕릉(甄萱王陵)은 대한민국 충청남도 논산시 연무읍 금곡리에 있는 능이다. 1981년 12월 21일 충청남도의 기념물 제26호로 지정되었다.

## 개요
충청남도 논산시 연무읍 금곡리에 위치한 이 묘는 후백제의 시조 견훤(甄萱:867∼935)의 것이라고 전해온다. 견훤의 원래의 성은 이(李)씨이며, 상주 사람으로 신라 장군 아자개의 아들이라 한다.
신라 진성여왕이 즉위하면서 몇몇 신하들의 횡포로 정치 기강이 문란해졌고, 또 기근이 심하여 백성들의 원망과 봉기가 심해졌다. 이때 견훤이 경주의 서남 주현(州縣)을 공격하니 이르는 곳마다 사람들이 호응하여, 마침내 진성여왕 6년(892)에 무진주(지금의 광주)를 점령하고 스스로 왕위에 올랐다. 그 뒤 완산주(지금의 전주)에 도읍을 정하고 후백제를 세워 40여년간 다스렸다.
고려 태조 19년(936)에 황산불사(黃酸佛寺)에서 세상을 떠났으며, 죽을 때 전주 완산이 그립다고 유언을 하였으므로 완산을 향하여 묻었다고 한다.『삼국사기』에는 걱정이 심해 등창이 나 황산의 절에서 죽었다는 기록이 있으며,『동국여지승람』에는 견훤의 묘는 은진현의 남쪽 12리 떨어진 풍계촌에 있는데 속칭 ‘왕묘’라고 한다라는 기록이 있다.
커다란 봉분 앞에 1970년 견씨 문중에서 세운 비석이 서 있을 뿐 주변에는 아무 시설이 없고 남쪽으로 전주 뒷산이 70리 떨어져 잘 보이고 있다.

## 참고 자료
- 전견훤묘 - 국가유산청 국가유산포털